# Celtificado
Celtificado es un miniálbum no oficial de la banda española de rock Celtas Cortos.
Fue puesto en distribución por Cadena 100 en 2004 en una tirada limitada de 5000 ejemplares que no se comercializaron en los circuitos convencionales, sino que se vendieron o regalaron en los conciertos de la banda.[cita requerida]
El disco contaba de 5 éxitos de la primera etapa en la que Jesús Cifuentes era el líder de la banda pero interpretadas por el nuevo vocalista Antuán Muñoz.

## Lista de canciones
1. Lluvia en soledad
2. Onda Caribe
3. Ritmo del mar
4. Bueno ya está bien
5. Alquimista Loco
6. Vals de la poltrona

NotaVals de la poltrona incluye al final una sección de Lluvia en soledad cantada por Nacho Castro.

## Créditos
- Grabación, mezcla y masterización: Goyo Yeves.
- Diseño gráfico: Marino Muñoz.
- Mánager: Eduardo Pérez.

Músicos
- Nacho Castro: Batería, coros y palmas.
- Antuán: Voz, palmas y jaleos.
- Oscar García: Bajo acústico y coros.
- Alberto García: Violín.
- Goyo Yeves: Saxo soprano, whistle.
- Jorge Arribas: Acordeón.
- Antón Dávila: Uilleann pipe, whistle y low whistle.
- Oscar Medina: Guitarras acústicas seis y doce cuerdas.
- Rafael M. Azcona "Pirulo": Cajón.
- Nacho Castro Jr, Henar, Laura, Félix Miami, Jorge, Maracas: Vocerío en Ya está bien

Agradecimientos
- Idea: David Sanz.
- Promoción: Maite López.